# Museu Arqueológico Nacional (Espanha)
O Museu Arqueológico Nacional (MAN) é um museu da cidade de Madrid; está alojado no Palácio de Bibliotecas e Museus. Próximo a esse edifício está também a Biblioteca Nacional. O museu está instalado em um edifício do século XIX concebido pelo arquiteto Francisco Jareño e finalizado por Antonio Ruiz de Salces, localizado na rua Serrano, junto à Plaza de Colón.
Ele é um edifício do século XIX, iniciado pelo arquiteto espanhol Francisco Jareño e Alarcón e finalizado pelo também arquiteto, Antônio Ruiz de Salces. 
O Museu Arqueológico Nacional é o principal museu espanhol dedicado à arqueologia. No seu acervo, há peças da Península Ibérica, que vão desde a Pré-história até a Idade Moderna. Também tem diferentes coleções estrangeiras de fora da Espanha, com destaque para o acervo da Antiga Grécia e também com obras do Antigo Egito bem como do Oriente Médio Antigo. 

## História

### Origens

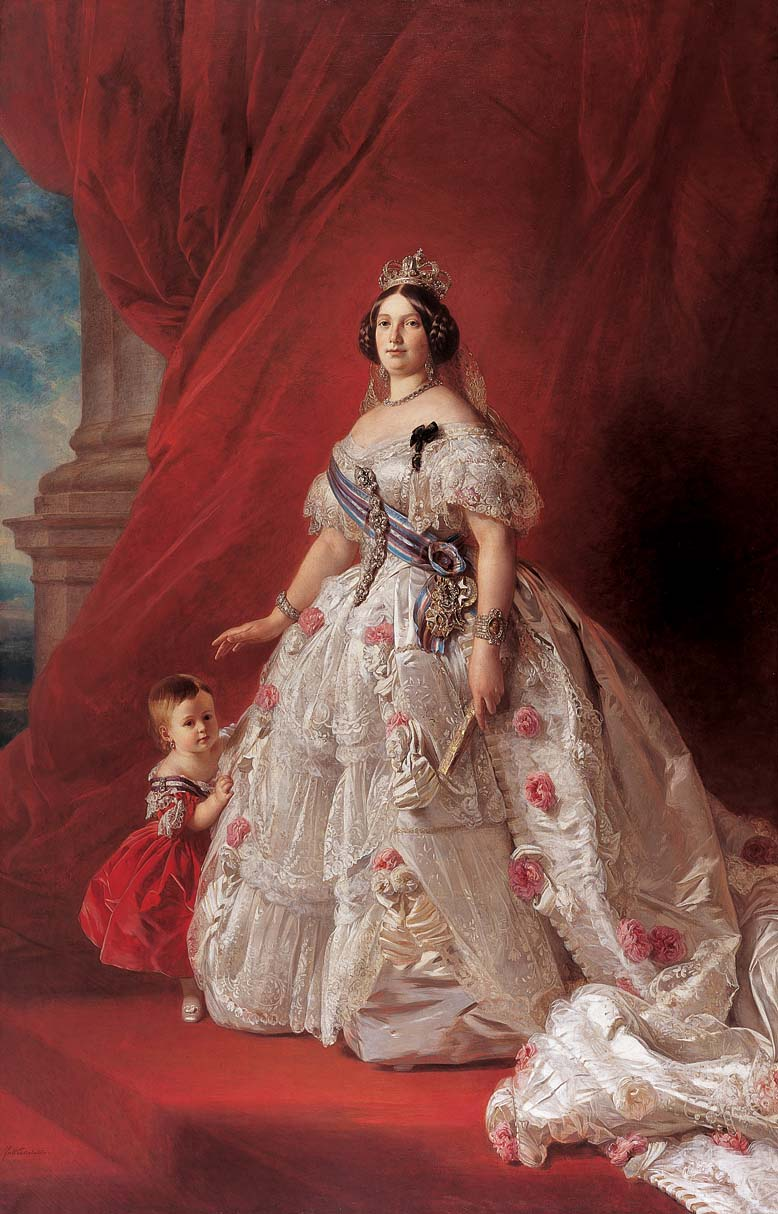
Rainha Isabel II de Espanha, que assinou o decreto para a criação do Museu

Sua criação se insere dentro de uma corrente, iniciada no século XVIII, que fomentava a criação de museus, escritórios que eram utilizados como pesquisa de ensino, especialmente por parte do Estado estruturados com os recursos da Coroa ou por iniciativa da corte real. Na época, a Espanha estava passando por um período de descrença nas ideias da Igreja, o que trouxe graves consequências para o patrimônio histórico e artístico espanhol. Para eliminar esse problema, em 1844, foi criada na Espanha as Comissões Provinciais de Monumentos, que tinha o objetivo de reunir os objetos históricos para compila-los e criar museus ou coleções de arte em cada província nacional. Essas atividades reais resultaram na criação de arquivos e bibliotecas em diferenças províncias e na criação do Corpo de Arquivistas e Bibliotecários, em 1859, que, anos mais tarde, ampliaria-se para  a seção de Antiquários.
Além disso, a Lei Geral de Instrução Púbica, de 1857, concedia aos acervos, biblioteca e museus uma missão de ensinar a população, fator esse que influenciou na criação do Museu Arqueológico Nacional. A diferença para os outros países europeus é que a Espanha não contava com um museu que houvesse grandes coleções. A ideia do projeto já existia em 1854 sob o nome Museu Arqueológico Geral. A sua implementação foi prevista ao menos desde 1862, com a intenção de construir sua sede.
Essas motivações fizeram com que, em março de 1867, o ministro Manuel Orovio Echague comentou com a princesa Isabel II a necessidade de haver na Espanha um Museu Arqueológico Nacional. O Museu foi estabelecido por decreto real de Isabel II de 20 de Março de 1867. A sua criação foi motivada pela necessidade de um grande museu nacional, que como em outros países europeus, poderia manter, classificar e exibir material arqueológico, etnográfico e de artes decorativas e numismáticas. Suas coleções fundadoras vieram principalmente do Real Gabinete de História Natural (antecessor do atual Museu Nacional de Ciências Naturais) e da Real Academia de la Historia.
Pouco tempo depois, em 16 de junho, nomeou-se o primeiro diretor do Museu, Pedro Felipe Monlau e se deu à sede temporária do MAN os palácios e outros pavilhões do Casino de la Reina. Em 1866, iniciaram as obras na sede onde, anos mais tarde, a sua definitiva. Seu acervo inicial veio principalmente do Real Gabinete de História Natural que foram adicionadas nos fundos do Museu de Medalhas e Antiguidades da Biblioteca Nacional da Espanha, coexistindo cerca de 100 mil moedas, medalhas e entalhes da época com os objetos arqueológicos e artísticos da Escola Superior de Diplomacia com os da Academia Real de História.  
Em 1868, a gestão do museu foi transferida para José Amador de los Ríos. Ele realizou obras na capela, nos jardins e na nova entrada do recinto exterior. Simultaneamente, iniciou um inventário com o objetivo de criar um catálogo do museu e, dessa maneira, iniciaram-se os registros das peças do museu em livros com o intuito de fazer doações ou compras. A previsão era inaugurar o museu em novembro de 1868, mas a Revolução de Setembro daquele mesmo ano postergou a inauguração. Durante a mesma época, inimigos de Isabel II atearam fogo na fachada do museu. Por conta disso, o diretor ordenou que os trabalhadores do museu se armasse para defender o estabelecimento.
O museu foi inaugurado a 9 de julho de 1871 pelo rei Amadeu I, sob a direção de Ventura Ruiz Aguilera,  contando com quatro seções distintas que cobriam:
1.ª — Tempos primitivos, com 2.703 objetos.
2.ª — Idade Média, com 3.033 objetos.
3.ª — Numismática, com 103.096 moedas de ouro, prata, bronze e chumbo.
4.ª — Etnografia, com 3.500 objetos a partir da Ásia, África, América e Oceania.
Finalizadas as exposições em Julho de 1893, ocorreu a transição definitiva do resto das coleções do Museu desde o Cassino até a Reina. Embora estivesse previsto ter acesso a maior espaço na sua nova sede, o espaço era correspondente a apenas dois andares da ala do Serrano, dois pátios cobertos e do sótão desse estabelecimento. Somente em 1895 foi concluída a inauguração e o museu foi oficialmente transferido para a sua nova sede.
A primeira sede do Museu foi provisória: ele ocupava o chamado o Casino de la reina, propriedade de Isabel de Braganza, esposa de Fernando VII. Em 1895, as coleções foram finalmente transferidas para a localidade atual. O edifício fica no local de uma antiga propriedade conhecida como o jardim de San Felipe Neri. A construção deste edifício foi iniciada em 1866 sobre os planos de Francisco Jareño e Alarcón, mas as obras não estariam concluídas até 1892, sob a liderança de Antonio Ruiz de Salces. Seu estilo é neoclássico, com uma planta retangular, contando com quatro grandes pátios. A fachada que dá para a Calle Serrano apresenta colunas dóricas na entrada e um colunário Iônico da varanda no andar de cima. Na entrada do jardim existe uma réplica artificial da entrada da Caverna de Altamira.
Instalado em sua nova sede, o Museu continuou sua missão didática pelos conservadores. Em 1900, a Escola Superior de Diplomacia foi suprimida, o que transferiu os professores da Universidade para o corpo de ficheiros, bibliotecários e antiquários. No ano seguinte, em 1901, com o objetivo de melhorar o ensinamento da arqueologia na Universidade, foi criado um acordo para que os museus arqueológicos tivessem uma relativa dependência do reitor. Pouco tempo depois desses procedimentos, não seria necessário para a formação.  
Para antecipar possíveis danos ao patrimônio do museu durante a guerra, em julho de 1936, foi estabelecida uma Junta Superior de Conservação e Proteção do Tesouro Artístico, que recuperou objetos de diferentes lugares e foi transferida para o Museu para seu depósito. Além disso, os pedaços de vitrines, pedestais e salas foram removidos e, mantidos em gavetas empilhadas dentro de um andaime. As obras foram armazenados em uma sala, deixando apenas instaladas as cópias de peças expostas nas paredes. Em 16 de novembro daquele ano, houve um ataque com vinte e cinco bombas no palácio. Embora os danos sofridos pelo museu não fossem sérios, é possível ver o impacto de uma das bombas no chamado Patio de la Virgem (Pátio da Virgem).

### Guerra Civil Espanhola

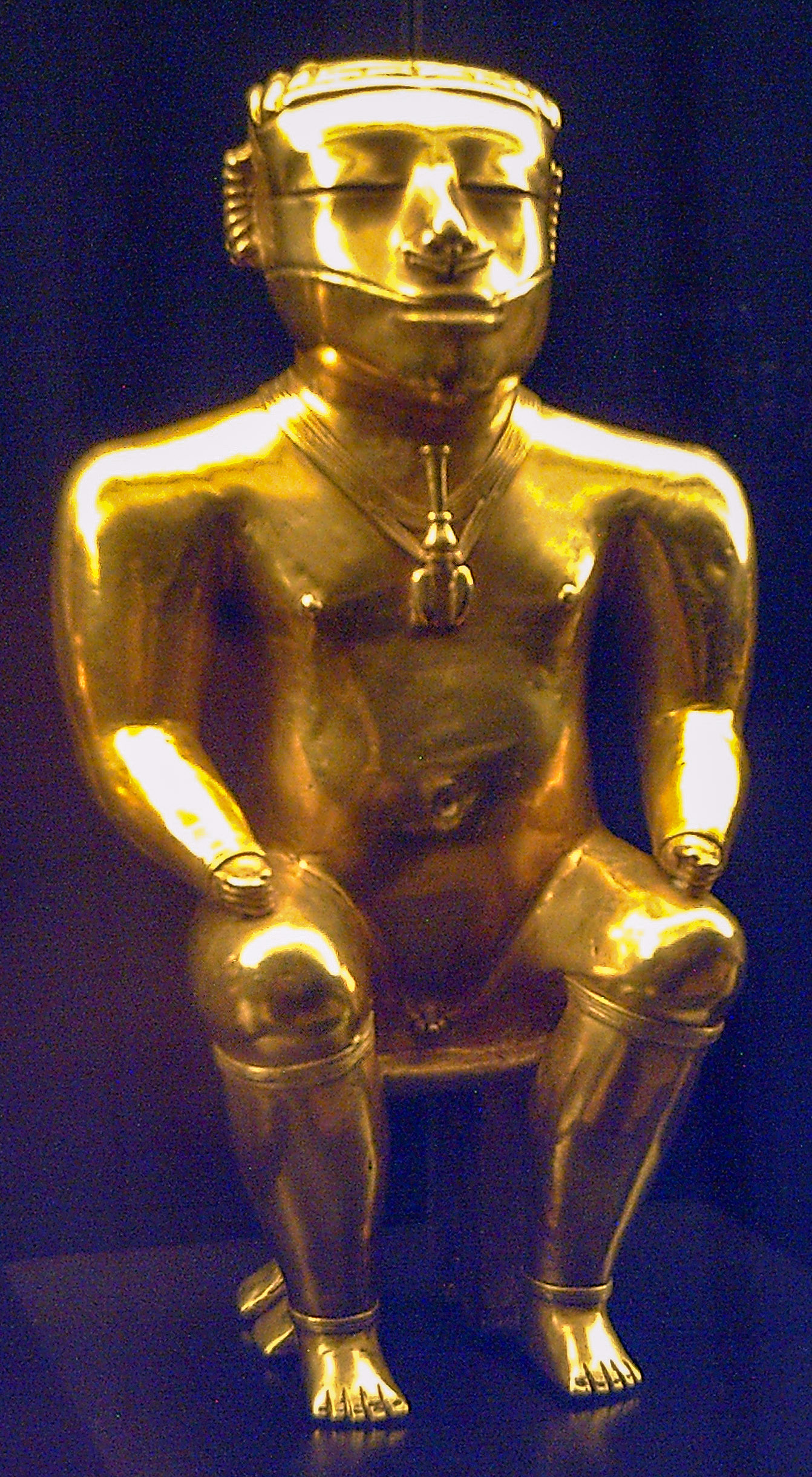
Cacique Quimbaya de ouro

Durante os cercos a Madrid na Guerra Civil Espanhola (1936-1939), o museu sofreu o roubo de sua coleção de moedas de ouro, bem como do chamado Tesouro dos Quimbayas, que é um tesouro arqueológico de ouro, composto por 123 peças, originário da cultura Quimbaya na Colômbia, datando do segundo século. Este tesouro havia sido originalmente doado pelo Governo da Colômbia à rainha regente Maria Cristina de Habsburgo-Lorena, graças a sua assistência em um conflito de fronteira entre Colômbia e Venezuela. As peças vieram para a Espanha em 1892 e foram inicialmente expostas em Sevilha para celebrar o quarto centenário da descoberta da América. Felizmente, o Tesouro dos Quimbayas foi localizado em Genebra depois da guerra e retornou à Espanha. Já o destino das moedas nunca foi completamente esclarecido, embora grande parte das mesmas tenha sido comprada pela Hispanic Society of America, cuja coleção inteira foi leiloada em 2011, tendo uma parte das moedas então voltado para a Espanha.
Em 1939, os fundos acumulados nas diversas salas foram evacuados pelo Serviço de Recuperação Artística, que permitiu, no ano seguinte abrir ao público uma instalação provisória, com as amostras mais representativas de suas coleções. Esse espaço, denominado Museu Curto ou Museu Curto, durou até 1951.
Além disso, entre 1941 e 1942, uma exposição temporária foi organizada. No final da exposição, o espaço ocupado era a sede provisória do Museu da América, criado em 1941 com os fundos da arte, arqueologia e etnografia do próprio MAN.

### Renovação completa (2008-14)
Entre 2008 e 2014 o museu passou por uma reforma completa em seu edifício, não reabrindo suas portas até 01 de abril de 2014. O investimento foi de 65 milhões de euros entre obras civis e museu. A parte arquitetônica foi da responsabilidade de Juan Pablo Rodríguez Frade. O trabalho resultou em um considerável aumento na área útil, que cresceu de 19.280 para 23.303 metros quadrados.

## Coleções

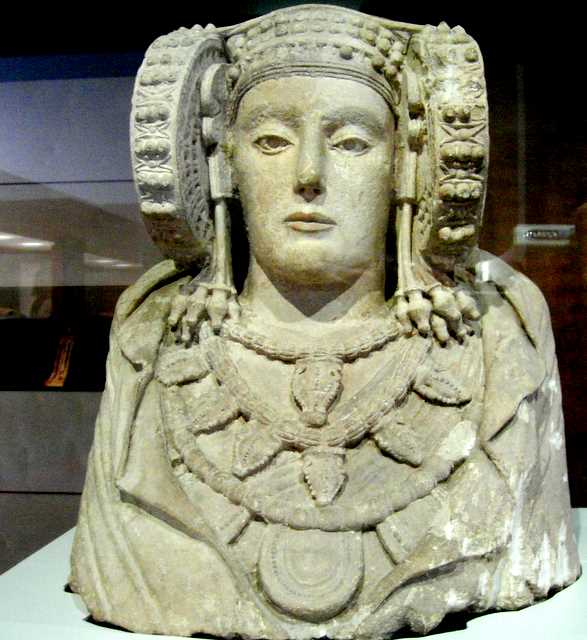
A Dama de Elche

O museu, após a sua renovação, conta com 40 salas exibindo mais de 1,3 milhões de peças. Suas coleções estão expostas em 12 módulos de exposição:
- Arqueologia e Patrimônio
- Pré-história
- Proto-história
- Hispânia romana
- Antiguidade Tardia

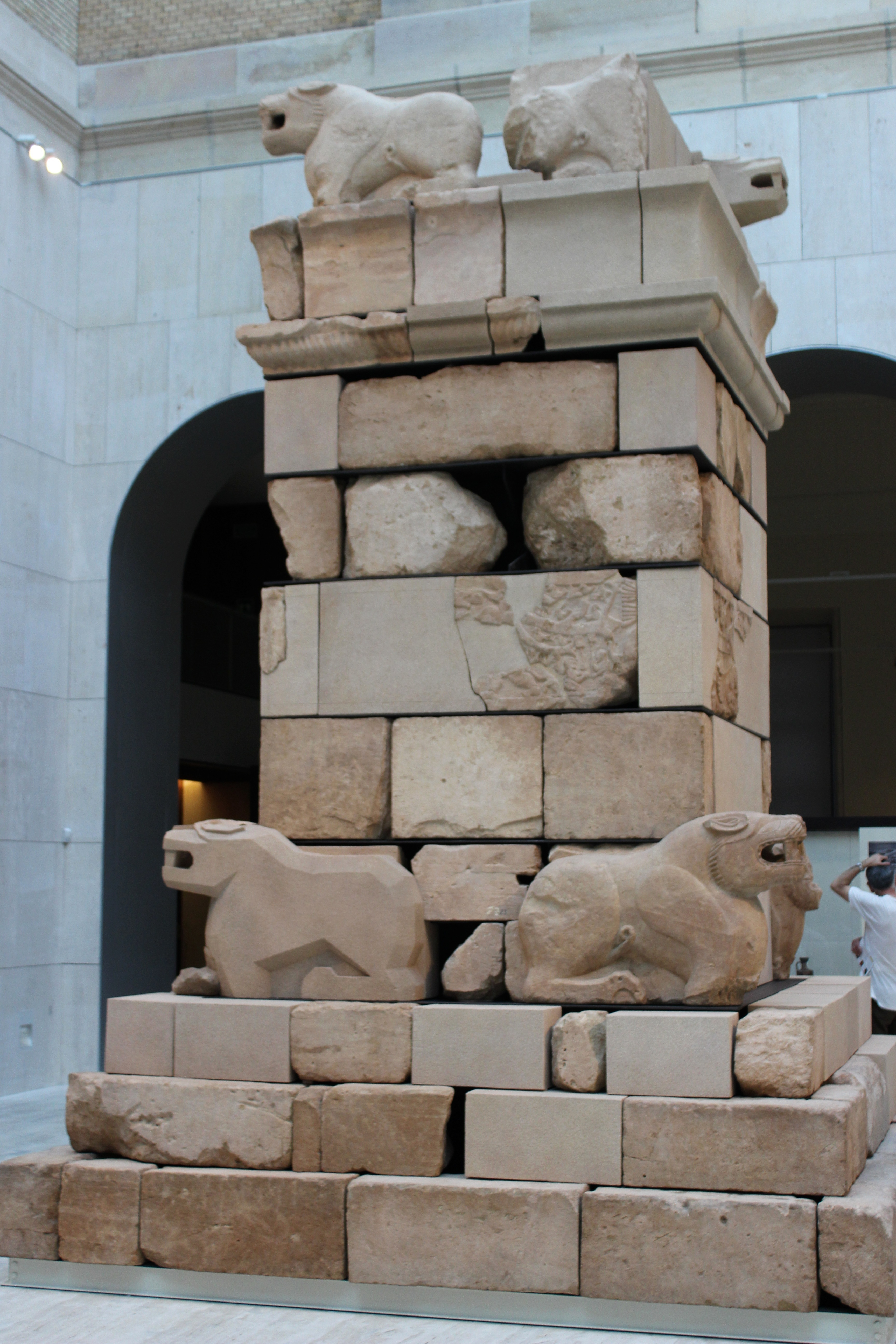
Sepulcro de Pozo moro

- Idade Média e arte hispano-muçulmana
- Idade Moderna
- Museu de história
- Oriente Médio
- Egito
- Núbia e Grécia
- Coleção de Moedas antigas

## Peças
- Dama de Elche
- Dama de Ibiza
- Sacerdote de Cádis
- Pátera ibera de Perotito